# Червен цвят
Червен пренасочва насам.  За други значения вижте Червен (пояснение).
Червено пренасочва насам.  За италианското село вижте Червено (Италия).
Червеният цвят е основен цвят от спектъра на светлината, намиращ се между оранжевия цвят в по-късовълновата област и инфрачервените лъчи в по-дълговълновата. Приема се, че човешкото око възприема светлина с дължина на вълната в обхвата 620-750 nm (625–760 nm) като червена.
Той е един от трите основни цвята в адитивната схема (RGB) на цветообразуването наред със синия и зеления, както и един от трите в субтрактивната схема, наред с жълтото и синьото. Червена светлина се използва за осветление в химическата фотография при обработка на фотографския филм и фотографска хартия, тъй като те не са чувствителни в общия случай към нея. Червени лазери се използват в домашните DVD плейъри и DVD-ROM устройства. Изобретяването на червени лазери с достатъчно къса дължина на вълната прави възможно създаването на DVD формата с всичките му разновидности: DVD-R, DVD+RW, DVD-RAM и т.п.
Червеният цвят асоциираме предимно с огън, топлина, енергия и с цвета на кръвта. В областта на емоциите го отъждествяваме най-вече с любов, страст и ярост.

## Цветове получени от червения
Червеният цвят е основен цвят от топлите тонове в изобразителното изкуство. От червеното се извеждат допълнителни цветове като лилавото – в съчетание със синьо, оранжево – в съчетание с жълто, розово – в съчетание с бяло.